# رود لپاسنیا
رود لپاسنیا (انگلیسی: Lopasnya) یک رودخانه در استان مسکو کشور روسیه است..